# Зиленен (Ури)
Зиленен (нем. Silenen) — коммуна в Швейцарии, в кантоне Ури. На территории коммуны находится озеро Арнизе, а также населённые пункты, такие как Амштег и Бристен.

## География
Коммуна включает в себя деревни Зиленен (разделенные на три части: Dörfli, Russ, Rusli), Амштег и Ашерли, а также многочисленные небольшие деревни или рассредоточенные поселения, в том числе Шютцен, Буэхольц, Эфибах, Дагерлон, Френченберг, Рид (Вордеррид, Хинтеррид), долину Мадераранталь (St. Anton = Vorderbristen, Bristen = Hinterbristen, Cholplatz, Hälteli, Steinmatte, Schattigmatt и т. д.), Hofstetten, Silblen и плато Golzeren (Egg, Hüseren, Seewen и т. д.).
По состоянию на 2006 год Зиленен занимает площадь 144,8 км². Из этой площади 12,8% используется в сельскохозяйственных целях (в основном как альпийские пастбища), а 18,3% - заняты лесами. Из остальной части земель используется 0,7% (под здания или дороги), а оставшиеся 68,1% не используются (в основном горные).
Замок Цвинг-Ури с видом на Амштег имеет важное значение в швейцарской историографии как первая крепость, разрушенная в Бургенбрухе с началом Швейцарской Конфедерации.